# Nuoto ai Giochi della XX Olimpiade - Staffetta 4x100 metri stile libero femminile
La competizione della staffetta 4x100 metri stile libero femminili di nuoto ai Giochi della XX Olimpiade si è svolta il giorno 30 agosto 1972 alla Olympia Schwimmhalle di Monaco di Baviera.

## Programma
| Data           | Ora   | Round      | Note                           |
| -------------- | ----- | ---------- | ------------------------------ |
| 30 agosto 1972 | 10:00 | 2 Batterie | I migliori 8 tempi alla finale |
| 30 agosto 1972 | 17:40 | Finale     |                                |

## Risultati

### Batterie
| Pos. | Nazione          | Atleti                                                                        | Totale  | Pos F |
| ---- | ---------------- | ----------------------------------------------------------------------------- | ------- | ----- |
| 1    | Germania Est     | Andrea Eife, Elke Sehmisch Kornelia Ender, Sylvia Eichner                     | 3'58"11 | 1 Q   |
| 2    | Paesi Bassi      | Enith Brigitha, Anke Rijnders Hansje Bunschoten, Josien Elzerman              | 4'02"70 | 4 Q   |
| 3    | Australia        | Deborah Palmer, Leanne Francis Sharon Booth, Debra Cain                       | 4'05"44 | 7 Q   |
| 4    | Canada           | Wendy Cook, Judy Wright Mary Beth Rondeau, Leslie Cliff                       | 4'05"95 | 8 Q   |
| 5    | Unione Sovietica | Tatyana Zolotnitskaya, Yelena Timoshenko Nadezhda Matyukhina, Iryna Ustymenko | 4'07"55 | 9     |
| 6    | Francia          | Claude Mandonnaud, Chantal Schertz Christine Petit, Guylaine Berger           | 4'08"82 | 11    |
| 7    | Messico          | María Teresa Ramírez, Virginia Anchestegui Laura Vaca, Marcia Arriaga         | 4'14"95 | 15    |
| 8    | Irlanda          | Ann O'Connor, Christine Fulcher Brenda McGrory, Aisling O'Leary               | 4'26"34 | 16    |

| Pos. | Nazione        | Atleti                                                                 | Totale  | Pos F |
| ---- | -------------- | ---------------------------------------------------------------------- | ------- | ----- |
| 1    | Stati Uniti    | Jane Barkman, Kim Peyton Lynn Skrifvars, Ann Marshall                  | 3'58"93 | 2 Q   |
| 2    | Germania Ovest | Jutta Weber, Heidi Reineck Gudrun Beckmann, Angela Steinbach           | 4'01"63 | 3 Q   |
| 3    | Svezia         | Anita Zarnowiecki, Eva Andersson Diana Olsson, Irwi Johansson          | 4'03"99 | 5 Q   |
| 4    | Ungheria       | Andrea Gyarmati, Judit Turóczy Edit Kovács, Magdolna Patóh             | 4'04"29 | 6 Q   |
| 5    | Giappone       | Yoshimi Nishigawa, Shigeko Kawanishi Eiko Goshi, Yukari Takemoto       | 4'08"34 | 10    |
| 6    | Gran Bretagna  | Diana Sutherland, Judith Sirs Susan Edmondson, Lesley Allardice        | 4'09"51 | 12    |
| 7    | Italia         | Laura Podestà, Patrizia Lanfredini Laura Gorgerino, Federica Stabilini | 4'10"70 | 13    |
| 8    | Svizzera       | Margrit Thomet, Irène Debrunner Christiane Flamand, Françoise Monod    | 4'10"73 | 14    |

### Finale
| Pos.    | Nazione        | Atleti                                                           | Totale  | Pos F           |
| ------- | -------------- | ---------------------------------------------------------------- | ------- | --------------- |
| Oro     | Stati Uniti    | Sandra Neilson, Jennifer Kemp Jane Barkman, Shirley Babashoff    | 3'55"19 | Record mondiale |
| Argento | Germania Est   | Gabriele Wetzko, Andrea Eife Elke Sehmisch, Kornelia Ender       | 3'55"55 |                 |
| Bronzo  | Germania Ovest | Jutta Weber, Heidi Reineck Gudrun Beckmann, Angela Steinbach     | 3'57"93 |                 |
| 4       | Ungheria       | Andrea Gyarmati, Judit Turóczy Edit Kovács, Magdolna Patóh       | 4'00"39 |                 |
| 5       | Paesi Bassi    | Enith Brigitha, Anke Rijnders Hansje Bunschoten, Josien Elzerman | 4'01"49 |                 |
| 6       | Svezia         | Anita Zarnowiecki, Eva Andersson Diana Olsson, Irwi Johansson    | 4'02"69 |                 |
| 7       | Canada         | Wendy Cook, Judy Wright Mary Beth Rondeau, Leslie Cliff          | 4'03"83 |                 |
| 8       | Australia      | Deborah Palmer, Leanne Francis Sharon Booth, Shane Gould         | 4'04"82 |                 |